# Copa do Caribe
A Copa do Caribe (português brasileiro) ou Taça das Caraíbas (português europeu) era um torneio de futebol organizado pela União Caribenha de Futebol, sendo disputado de 1989 a 2017. Servia como competição classificatória para a Copa Ouro da CONCACAF. Em 2019, foi substituída pela Liga das Nações da CONCACAF.

## Histórico
Disputado anualmente até 1999, passou a ser jogado bienalmente em 2005, após um intervalo de 4 anos.
Ao longo dos anos, o torneio foi nomeado de acordo com seus patrocinadores: Shell Caribbean Cup (de 1989 a 1998), Digicel Caribbean Cup (de 2005 a 2010) e Scotiabank Caribbean Cup (a partir de 2017).
Em 2008, passou a ser disputado somente em anos pares, retornado aos ímpares em 2017, sua última edição.

## Resultados
| 1989 Detalhes | Barbados                                 | Trindade e Tobago                         | 2 - 1                                     | Granada                                   | Guadalupe         | Não houve          | Antilhas Holandesas   |
| 1990 Detalhes | Trindade e Tobago                        | Cancelado devido a uma tentativa de golpe | Cancelado devido a uma tentativa de golpe | Cancelado devido a uma tentativa de golpe |                   |                    |                       |
| 1991 Detalhes | Jamaica                                  | Jamaica                                   | 2 - 0                                     | Trindade e Tobago                         | Santa Lúcia       | 4 - 1              | Guiana                |
| 1992 Detalhes | Trindade e Tobago                        | Trindade e Tobago                         | 3 - 1                                     | Jamaica                                   | Martinica         | 1 - 1 (5 - 3) g.p. | Cuba                  |
| 1993 Detalhes | Jamaica                                  | Martinica                                 | 0 - 0 (6 - 5) g.p.                        | Jamaica                                   | Trindade e Tobago | 3 - 2              | São Cristóvão e Neves |
| 1994 Detalhes | Trindade e Tobago                        | Trindade e Tobago                         | 7 - 2                                     | Martinica                                 | Guadalupe         | 2 - 0              | Suriname              |
| 1995 Detalhes | Ilhas Caimã e Jamaica                    | Trindade e Tobago                         | 5 - 0                                     | São Vicente e Granadinas                  | Cuba              | 3 - 0              | Ilhas Caimã           |
| 1996 Detalhes | Trindade e Tobago                        | Trindade e Tobago                         | 2 - 0                                     | Cuba                                      | Martinica         | 1 - 1 (3 - 2) g.p. | Suriname              |
| 1997 Detalhes | Antiga e Barbuda e São Cristóvão e Neves | Trindade e Tobago                         | 4 - 0                                     | São Cristóvão e Neves                     | Jamaica           | 4 - 1              | Granada               |
| 1998 Detalhes | Jamaica e Trindade e Tobago              | Jamaica                                   | 2 - 1                                     | Trindade e Tobago                         | Haiti             | 3 - 2              | Antiga e Barbuda      |
| 1999 Detalhes | Trindade e Tobago                        | Trindade e Tobago                         | 2 - 1                                     | Cuba                                      | Jamaica Haiti     | n/d                |                       |
| 2001 Detalhes | Trindade e Tobago                        | Trindade e Tobago                         | 3 - 0                                     | Haiti                                     | Martinica         | 1 - 0              | Cuba                  |
| 2005 Detalhes | Barbados                                 | Jamaica                                   | 1 - 0                                     | Cuba                                      | Trindade e Tobago | 3 - 2              | Barbados              |
| 2007 Detalhes | Trindade e Tobago                        | Haiti                                     | 2 - 1                                     | Trindade e Tobago                         | Cuba              | 2 - 1              | Guadalupe             |
| 2008 Detalhes | Jamaica                                  | Jamaica                                   | 2 - 0                                     | Granada                                   | Guadalupe         | 0 - 0 (5 - 4)g.p.  | Cuba                  |
| 2010 Detalhes | Martinica                                | Jamaica                                   | 1 - 1 (5 - 4) g.p.                        | Guadalupe                                 | Cuba              | 1 - 0              | Granada               |
| 2012 Detalhes | Antiga e Barbuda                         | Cuba                                      | 1 - 0                                     | Trindade e Tobago                         | Haiti             | 1 - 0              | Martinica             |
| 2014 Detalhes | Jamaica                                  | Jamaica                                   | 0 - 0 (4 - 3) g.p.                        | Trindade e Tobago                         | Haiti             | 2 - 1              | Cuba                  |
| 2017 Detalhes | Martinica                                | Curaçau                                   | 2 - 1                                     | Jamaica                                   | Guiana Francesa   | 1 - 0              | Martinica             |

## Conquistas por país
| Equipe                   | Títulos                                            | Vices                            |
| ------------------------ | -------------------------------------------------- | -------------------------------- |
| Trinidad e Tobago        | 8 (1989, 1992, 1994, 1995, 1996, 1997, 1999, 2001) | 5 (1991, 1998, 2007, 2012, 2014) |
| Jamaica                  | 6 (1991, 1998, 2005, 2008, 2010, 2014)             | 3 (1992, 1993, 2017)             |
| Martinica                | 3 (1983, 1985, 1993)                               | 1 (1994)                         |
| Haiti                    | 1 (2007)                                           | 1 (2001)                         |
| Cuba                     | 1 (2012)                                           | 3 (1996, 1999, 2005)             |
| Curaçau                  | 1 (2017)                                           | 0                                |
| Granada                  | 0                                                  | 2 (1989, 2008)                   |
| Guadalupe                | 0                                                  | 1 (2010)                         |
| São Cristóvão e Neves    | 0                                                  | 1 (1997)                         |
| São Vicente e Granadinas | 0                                                  | 1 (1995)                         |

Ilhas Marinas|0